# Airexpo

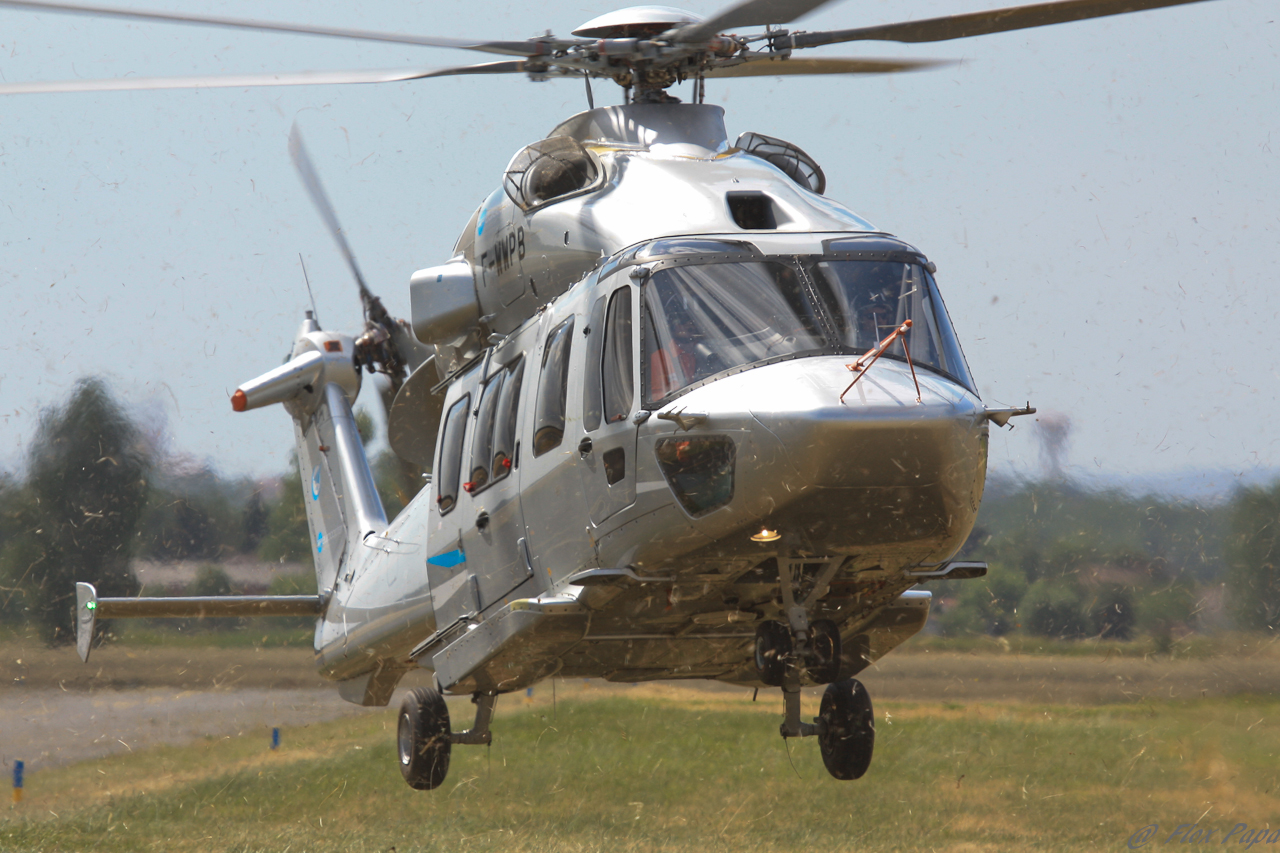
L'elicottero EC 175 all'Airexpo del 2011

Il Airexpo è una delle manifestazioni internazionali più importanti di presentazione di materiali aeronautici e spaziali. Ha sede presso l'Aeroporto di Muret-Lherm, a sud di Tolosa ed è organizzato ogni maggio.
Airexpo è organizzato da due università aeronautiche francesi (ENAC e ISAE SUPAERO) e il cui principale scopo è quello di presentare i prodotti aeronautici militari e civili ai potenziali acquirenti.
Airexpo è il principale appuntamento fieristico per l'industria aeronautica francese.
I produttori di velivoli presentano spesso i loro modelli più recenti e eseguono spettacolari dimostrazioni in volo.